# Samotoiivka, Krasnopillea
Samotoiivka (în ucraineană Самотоївка) este localitatea de reședință a comunei Samotoiivka din raionul Krasnopillea, regiunea Sumî, Ucraina.

## Demografie
Componența lingvistică a localității Samotoiivka
     Ucraineană (97,29%)
     Rusă (2,64%)
     Alte limbi (0,07%)
Conform recensământului din 2001, majoritatea populației localității Samotoiivka era vorbitoare de ucraineană (97,29%), existând în minoritate și vorbitori de rusă (2,64%).